# کت اسپرینگ (تگزاس)
کت اسپرینگ (به انگلیسی: Cat Spring) یک منطقهٔ مسکونی در ایالات متحده آمریکا است که در شهرستان آستین، تگزاس واقع شده‌است. کت اسپرینگ ۹۳٫۸۸ متر بالاتر از سطح دریا واقع شده‌است.